# Брусенки
Брусенки́ — село у Брусницькій сільській громаді Вижницького району Чернівецької області України.

## Географія
Село розташоване у передгір'ї Карпат по обидва боки невеликої річки Брусниці.

## Населення

### Мова
Розподіл населення за рідною мовою за даними перепису 2001 року:
| Мова       | Кількість | Відсоток |
| ---------- | --------- | -------- |
| українська | 1098      | 98.92%   |
| російська  | 9         | 0.80%    |
| гагаузька  | 2         | 0.19%    |
| білоруська | 1         | 0.09%    |
| Усього     | 1110      | 100%     |

## Історія
З 24 серпня 1991 року село входить до складу незалежної України.
2020 року шляхом об'єднання сільської ради, село увійшло до складу Брусницької сільської громади.

## Галерея

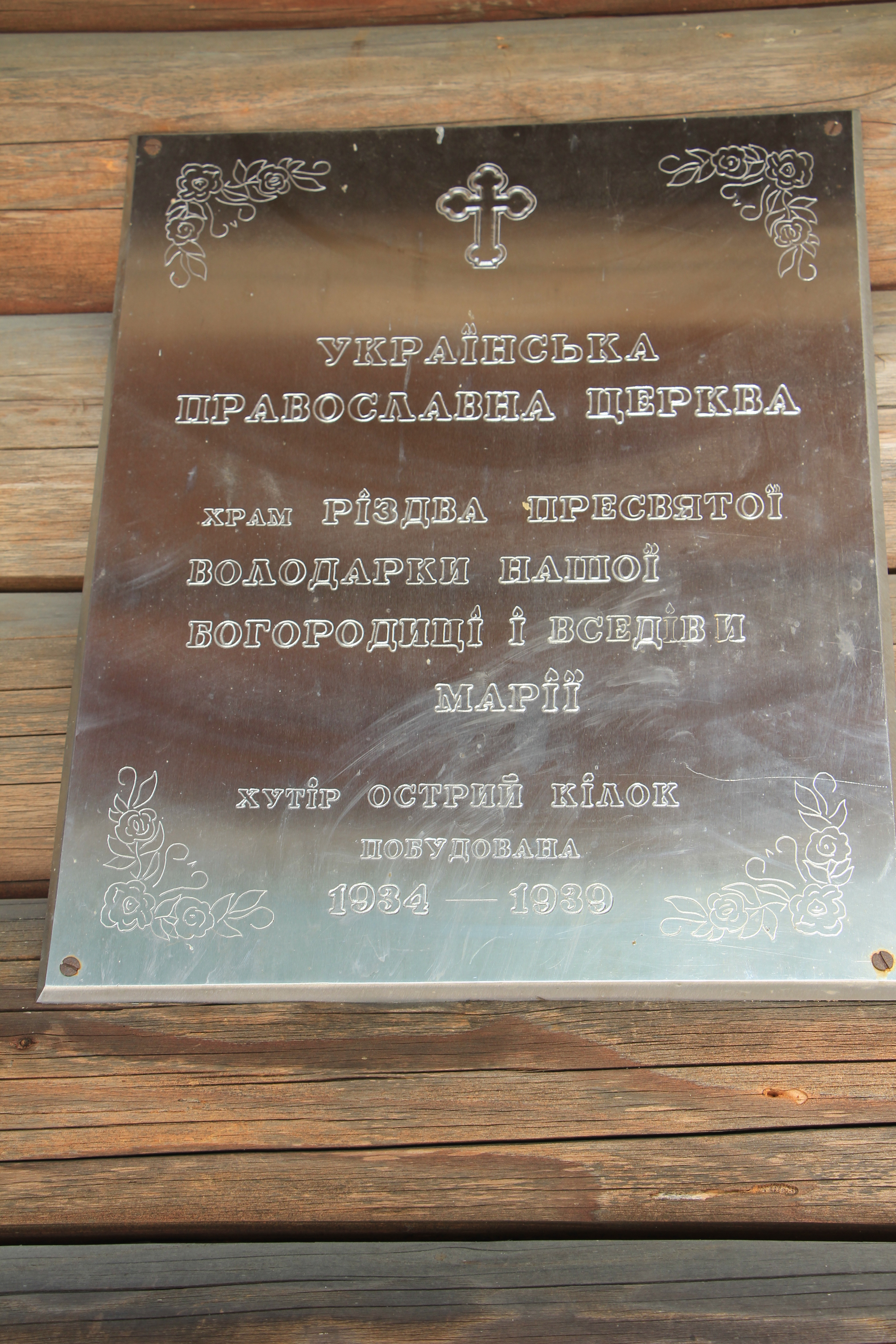
Дерев'яна церква Різдва Пр. Богородиці 1939р с. Брусенки
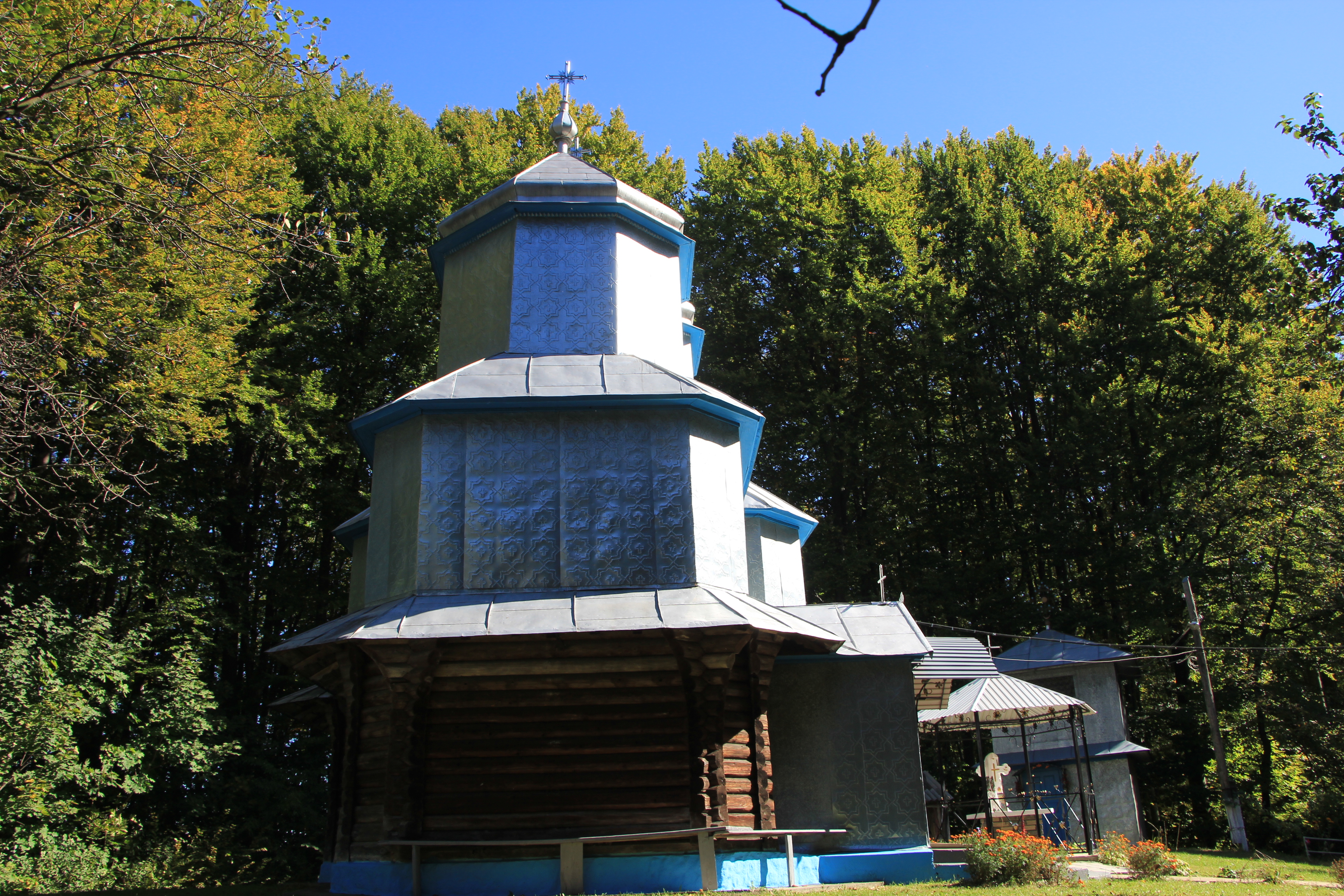
Дерев'яна церква Різдва Пр. Богородиці 1939р с. Брусенки
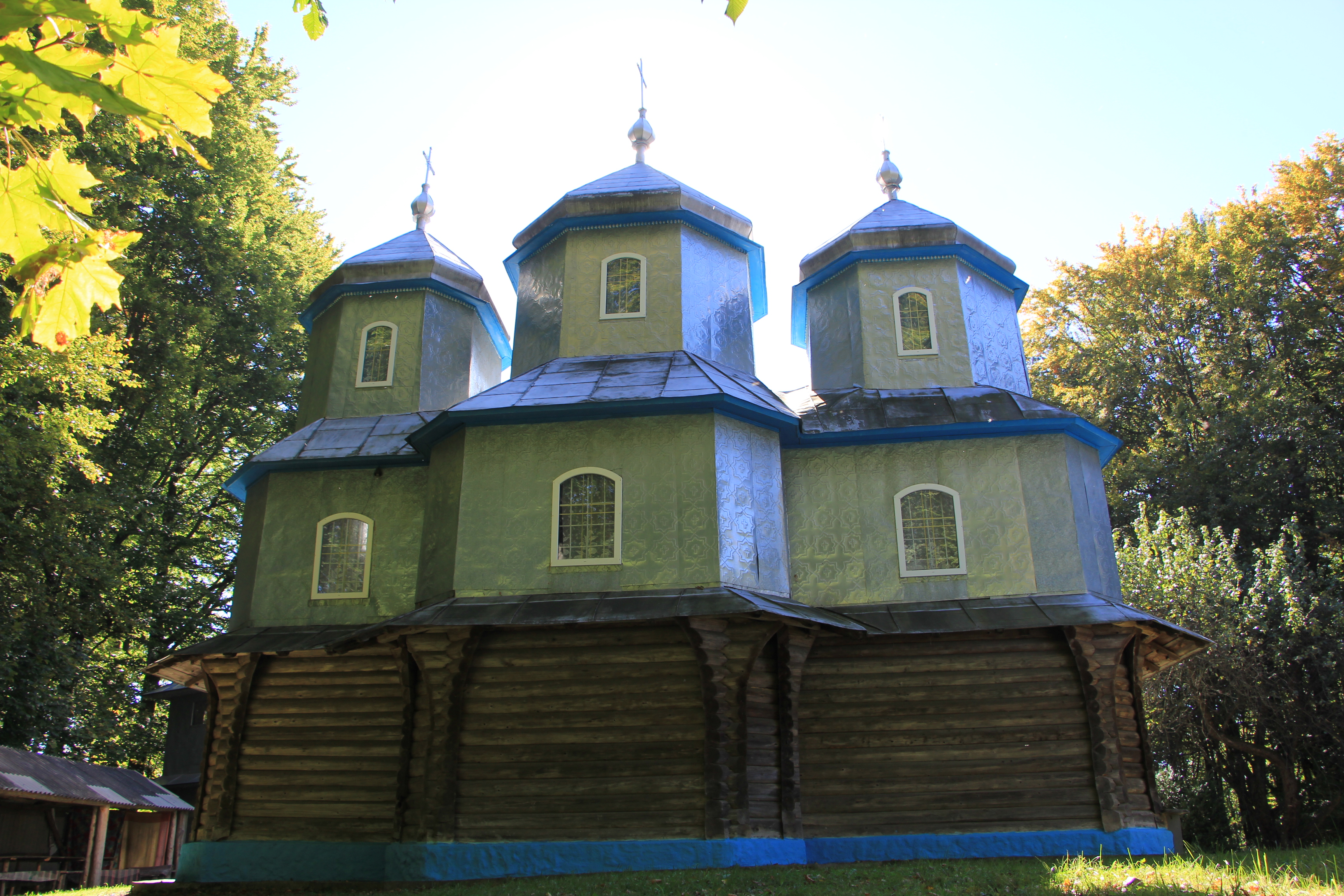
Дерев'яна церква Різдва Пр. Богородиці 1939р с. Брусенки
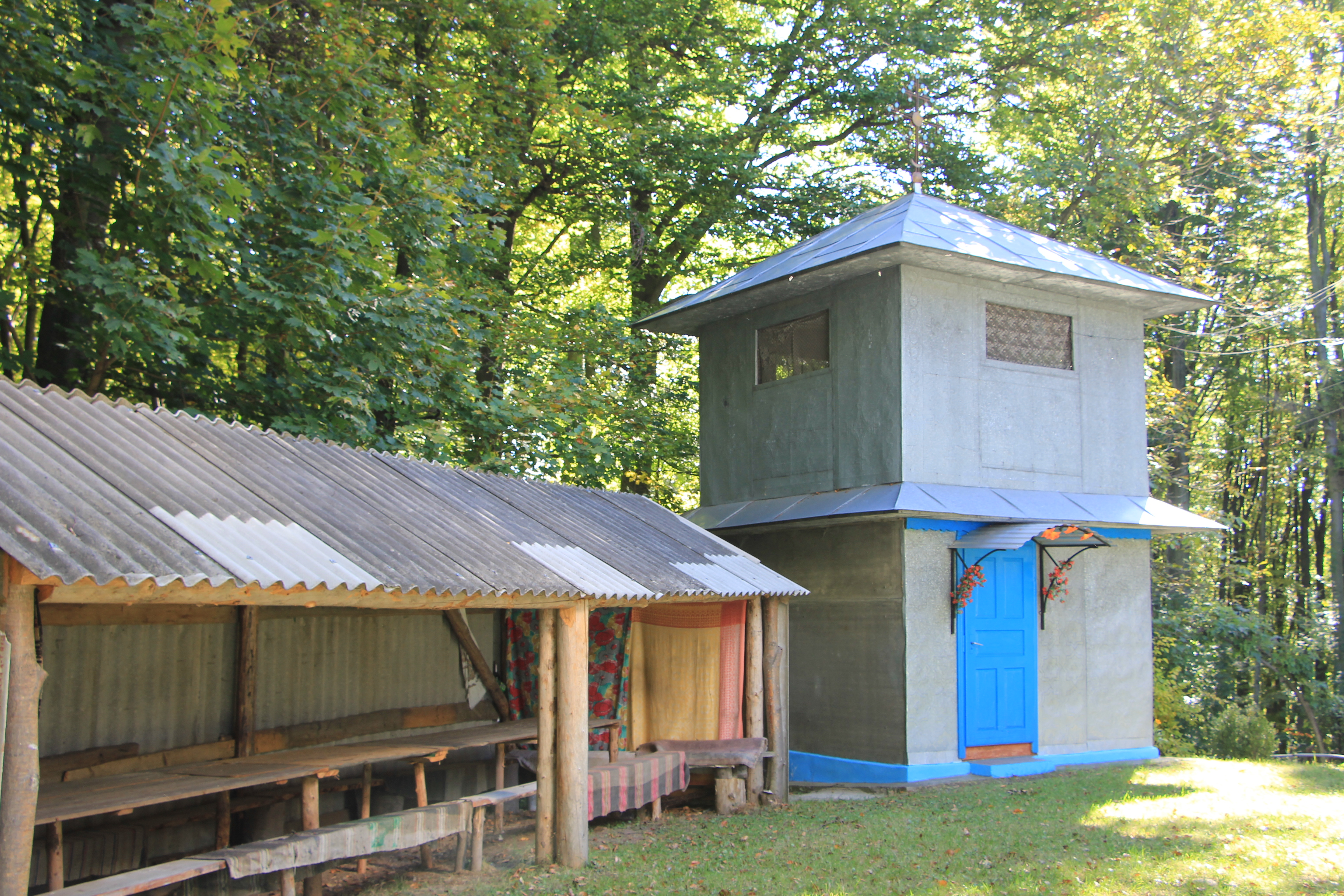
Дерев'яна церква Різдва Пр. Богородиці 1939р Дзвіниця. с. Брусенки